# TV.com
TV.com은 CBS 인터랙티브 소유의 과거의 웹사이트이다. 1990년대 중반 CNET이 처음 출시한 이 웹사이트는 2005년 CNET이 TV 톰(TV Tome) 웹사이트를 인수하고 그 자산을 새 웹사이트 구성에 통합하면서 변형되었다. TV.com 사이트를 포함한 CNET 네트웍스는 나중에 2008년에 CBS에 인수되었다. 전성기에 TV.com은 에피소드 방송 날짜, 설명, 뉴스, 시즌 목록, 메모, 크레딧, 퀴즈 및 포럼 섹션 등을 포함한 다양한 프로그램에 대한 사용자 생성 콘텐츠 목록을 강조했다. 이 사이트는 미국, 영국, 캐나다, 오스트레일리아, 뉴질랜드, 아일랜드, 일본에 영어 쇼를 방영했다.
TV.com은 2000년대 후반 정보 웹사이트로 성공했지만 2019년부터 정기적인 업데이트 없이 진행되었다. 2021년 6월 28일 TV.com 웹사이트는 리디렉션 없이 조용히 종료되었다.

## 같이 보기
- CNET